# Sunndalsfjella
Sunndalsfjella är ett högfjällsområde söder om Sunndalen i Møre og Romsdal i Norge. Området sträcker sig söderut till Dovrefjell i Innlandet fylke. I öst delas det av E6, men fortsätter österut till Folldal i Hedmark.
Områdets södra del tillhör Dovrefjell-Sunndalsfjella nationalpark.
Sunndalsfjella har 259 glaciärer och 23 bergstoppar över 1 800 meter. Vinnufonna är den största glaciären i Møre og Romsdal och mellan Svartisen och Jostedalsbreen.